# Universidad Estatal de California, Fresno
La Universidad Estatal de California, Fresno (Fresno State) es una universidad pública en Fresno, California, Estados Unidos. Es parte del sistema de la Universidad Estatal de California.  La universidad tuvo una matrícula de 25,341 estudiantes en el otoño de 2020.  Ofrece 60 programas de licenciatura, 45 programas de maestría, 3 programas de doctorado, 12 certificados de estudios avanzados y 2 credenciales docentes diferentes.   La universidad está clasificada entre "R2: Universidades de Doctorado - Alta actividad investigadora".   Fresno es una institución que presta servicios a hispanos (HSI)  y es elegible para ser designada como una institución que presta servicios a nativos americanos asiáticos de las islas del Pacífico (AAANAPISI). 
Las instalaciones de la universidad incluyen un planetario en el campus, viñedos de pasas y uvas para vinificación en el campus y una bodega comercial donde los vinos elaborados por estudiantes han ganado más de 300 premios desde 1997.   Los miembros del equipo ecuestre clasificado a nivel nacional del estado de Fresno  tienen la opción de alojar a sus caballos en el campus, junto a arenas cubiertas y al aire libre. El estado de Fresno tiene una 50 000 pies cuadrados (464 515 dm²)   Centro de recreación para estudiantes  y la tercera biblioteca más grande (por pies cuadrados) en el sistema de la Universidad Estatal de California. 

## Historia
La Universidad Estatal de California en Fresno fue fundada como la Escuela Normal del Estado de Fresno en 1911 con Charles Lourie McLane como su primer presidente.  Era una de las aproximadamente 180 " escuelas normales " fundadas por los gobiernos estatales para formar profesores para las escuelas públicas comunes en rápido crecimiento. Algunas cerraron, pero expandieron constantemente su papel y se convirtieron en colegios universitarios estatales a principios del siglo XX y universidades estatales a finales del siglo XX. 

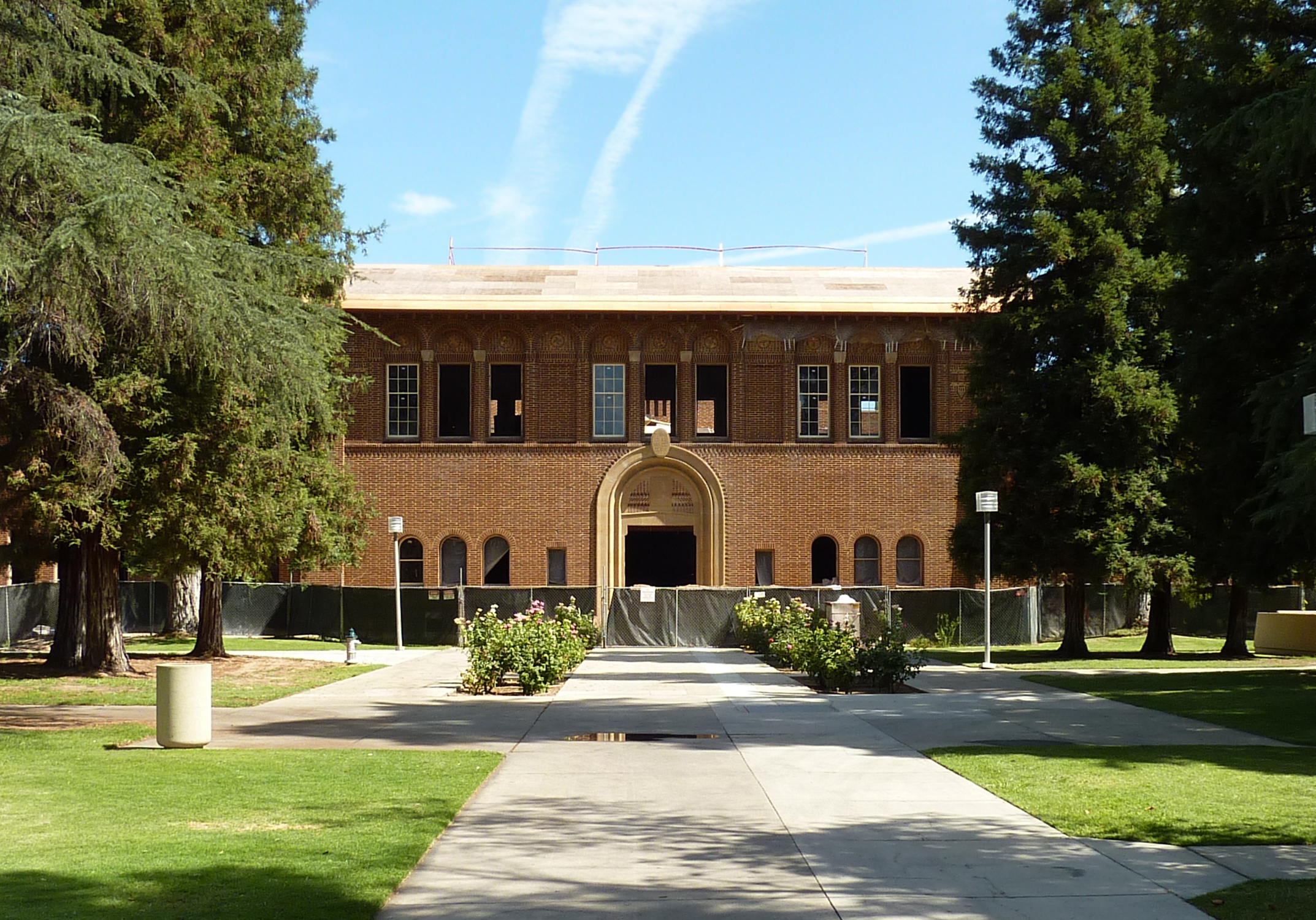
El antiguo edificio administrativo, el primer edificio permanente del estado de Fresno (ahora parte de Fresno City College)

El campus original era lo que ahora es Fresno City College . En 1956, Fresno State trasladó su campus a su ubicación actual en la parte noreste de la ciudad; FCC compró el antiguo campus y se mudó nuevamente a él.  Se convirtió en Fresno State College en 1949, cuando se le autorizó a otorgar títulos de licenciatura. Se convirtió en una institución autónoma del Sistema Universitario Estatal de California, precursor del Sistema Universitario Estatal de California, en 1961. En 1972, el nombre se cambió oficialmente a Universidad Estatal de California, Fresno. 
Incluso después de cambiar su nombre oficial a "Universidad Estatal de California, Fresno", la escuela durante mucho tiempo se ha llamado "Fresno State" para abreviar, particularmente en atletismo. Los dos nombres son oficialmente intercambiables; ambos se aceptan en la primera referencia en las noticias. 

## Instalaciones
El campus más grande se extiende desde el Valley Children's Stadium en el límite oeste hasta la autopista 168 en el lado este. El Laboratorio Agrícola de la Universidad designa el límite norte del campus, mientras que Shaw Avenue designa el borde sur.

### Biblioteca Estatal de Fresno

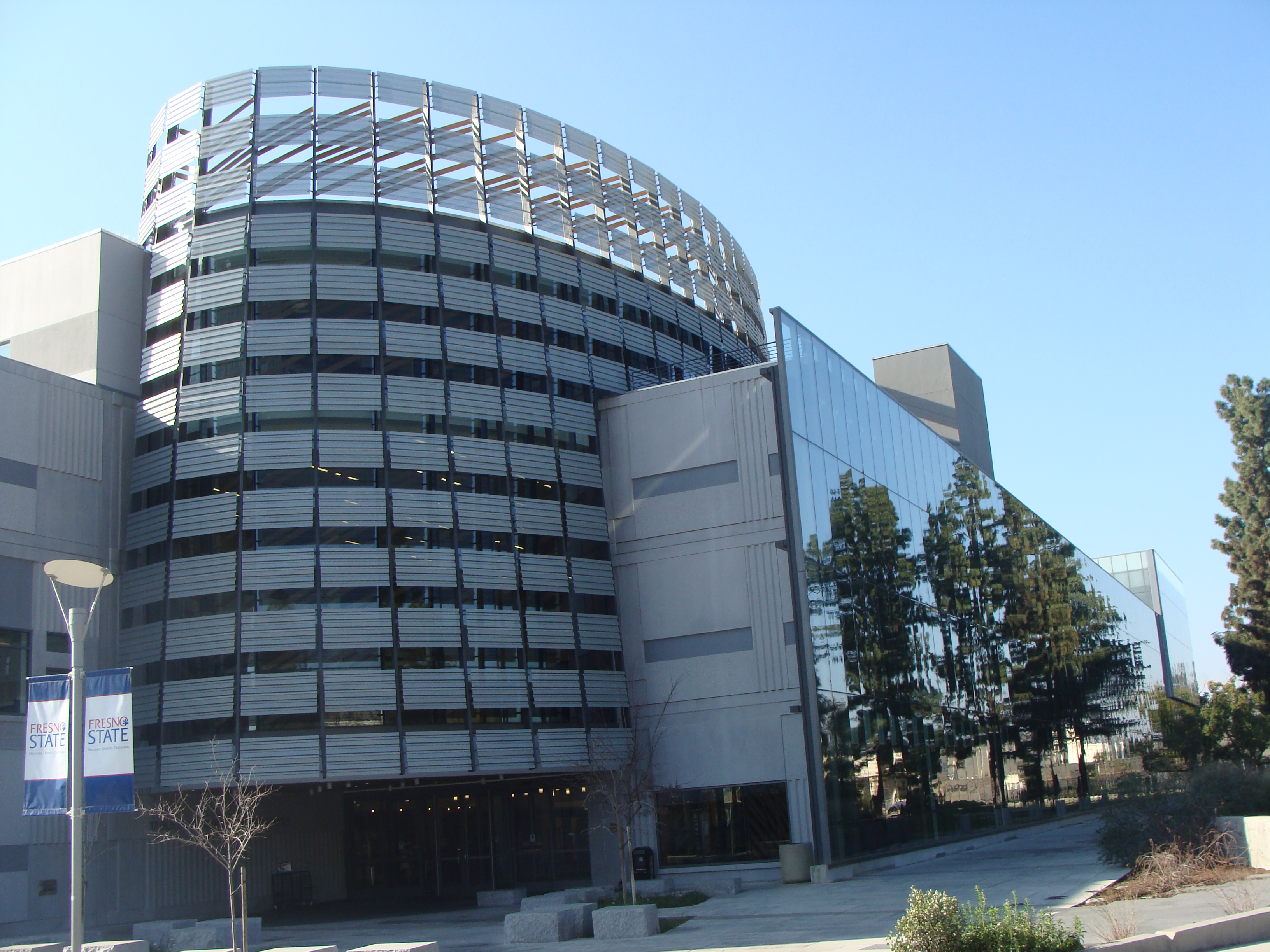
Biblioteca Estatal de Fresno

La Biblioteca Estatal de Fresno es un recurso principal de conocimiento e información registrados que respaldan las funciones de enseñanza, investigación y servicios de Fresno State. 
La biblioteca fue inaugurada en 2009. Alberga 1.000.000 de libros en sus 327 920 ft² (30 464,8 m²)  Los estantes suman más de 20 millas (32,2 km) de longitud.  Actualmente es la tercera biblioteca más grande del sistema CSU (en términos de superficie cuadrada) y el edificio académico más grande del campus de Fresno State.  El edificio de cinco pisos cuenta con áreas para sentarse para casi 4,000 personas, salas de estudio para grupos, acceso inalámbrico y un Starbucks. 
La Biblioteca Estatal de Fresno presenta una serie de colecciones especiales, como el Centro Arne Nixon, un centro de investigación para el estudio de la literatura infantil y juvenil, y el Archivo Político del Valle Central. 
Michael Gorman, ex decano de la Biblioteca fue presidente de la Asociación Estadounidense de Bibliotecas en 2005-2006. 

### Campus

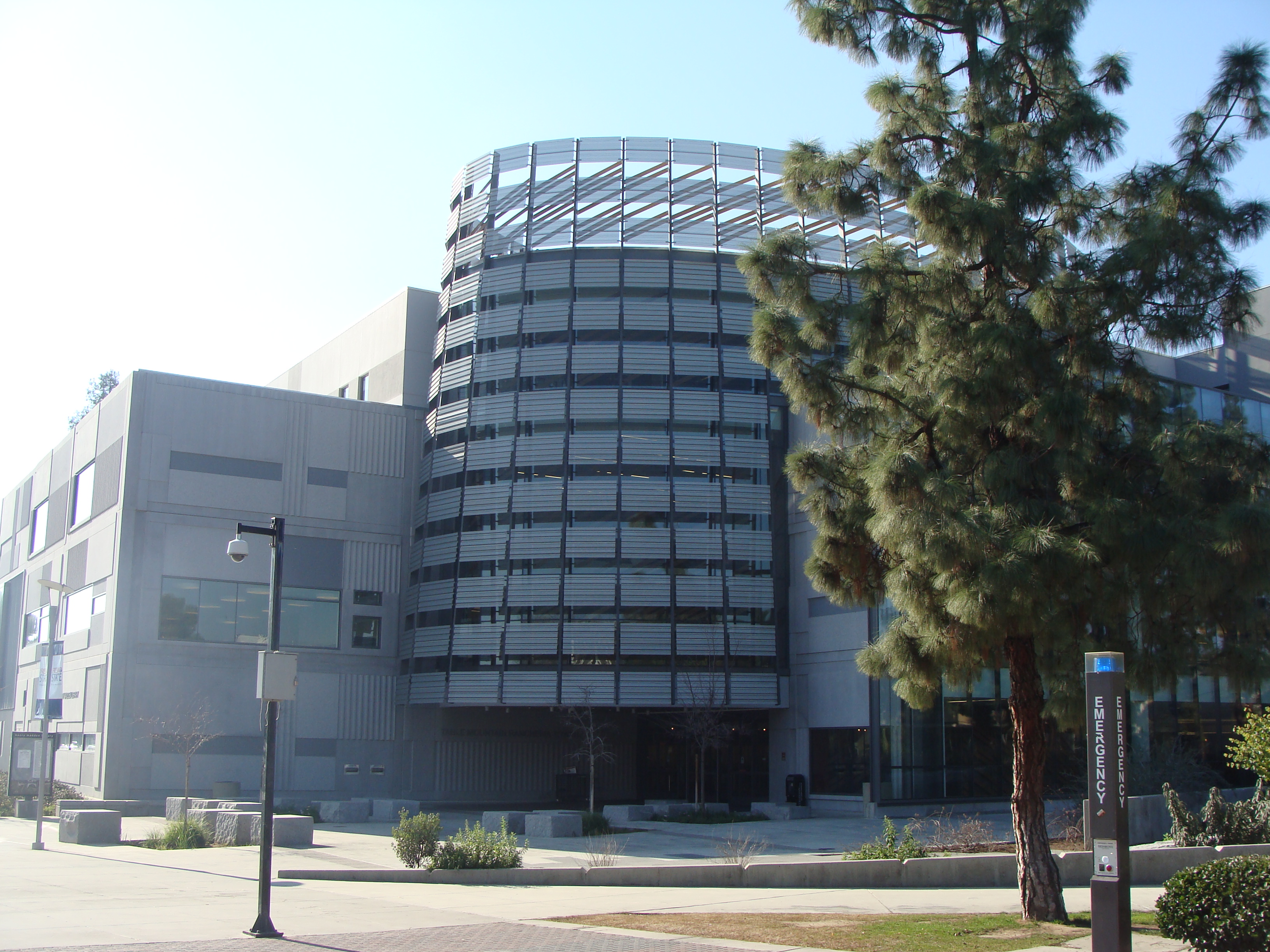
Biblioteca Estatal de Fresno
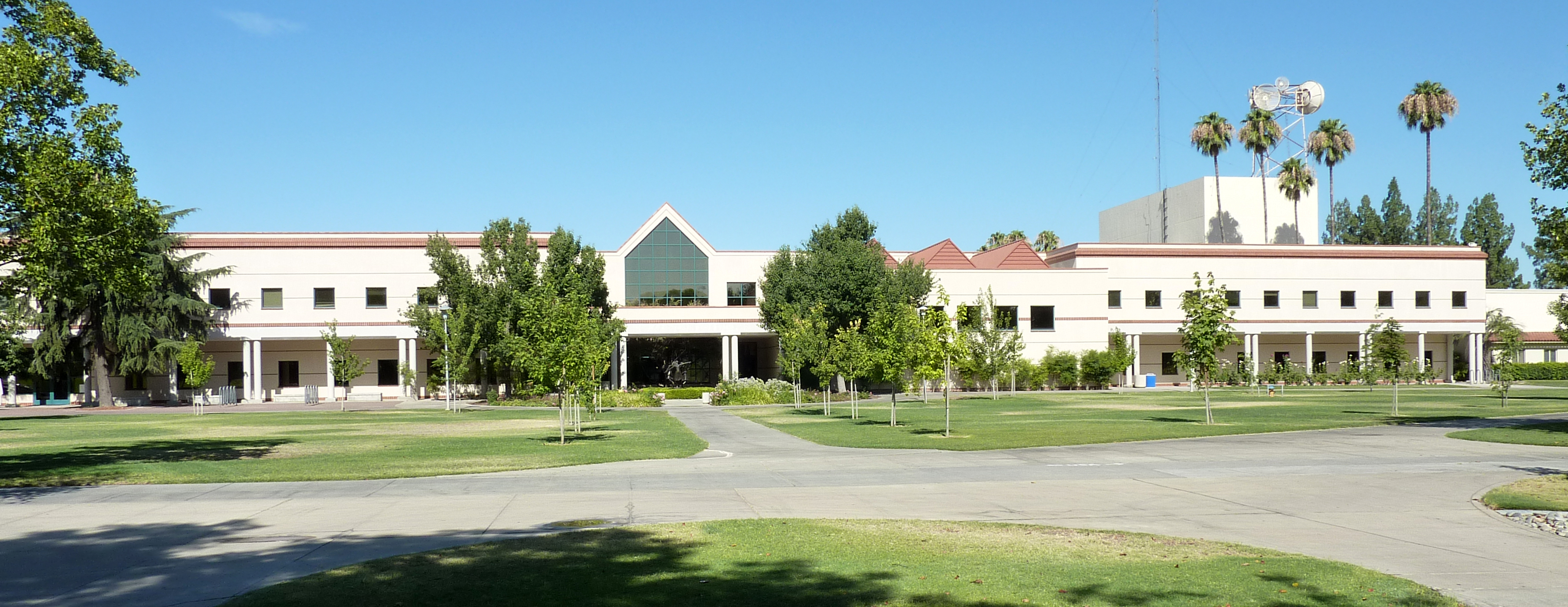
Edificio musical
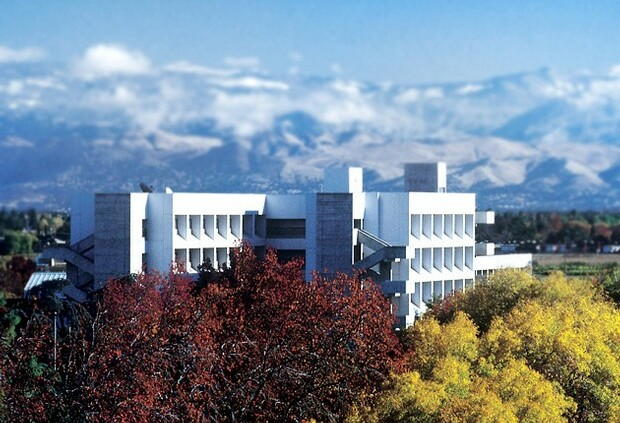
La Escuela de Negocios Craig con las montañas de Sierra Nevada al fondo
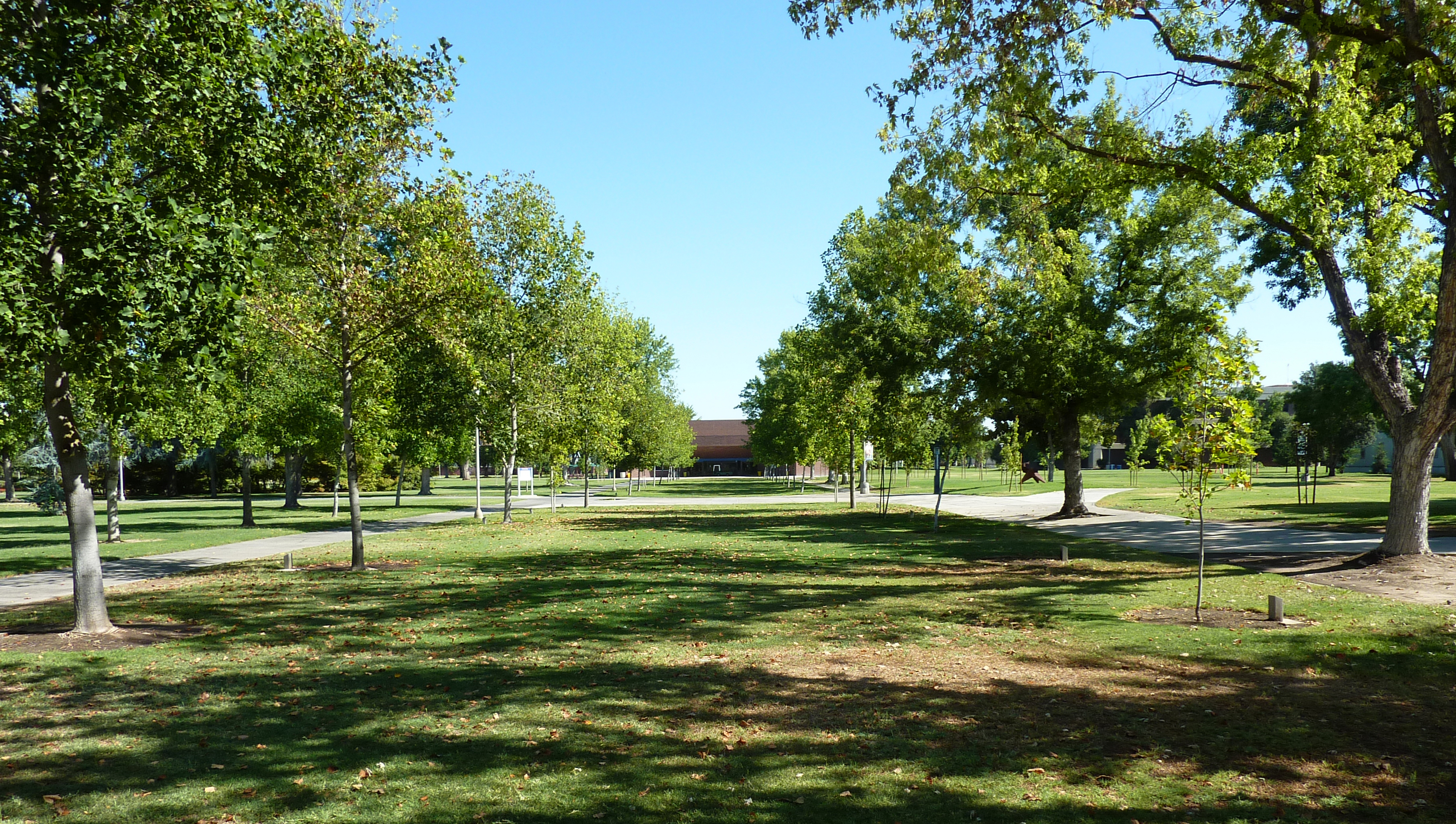
Tree Walk, parte del arboreto del estado de Fresno
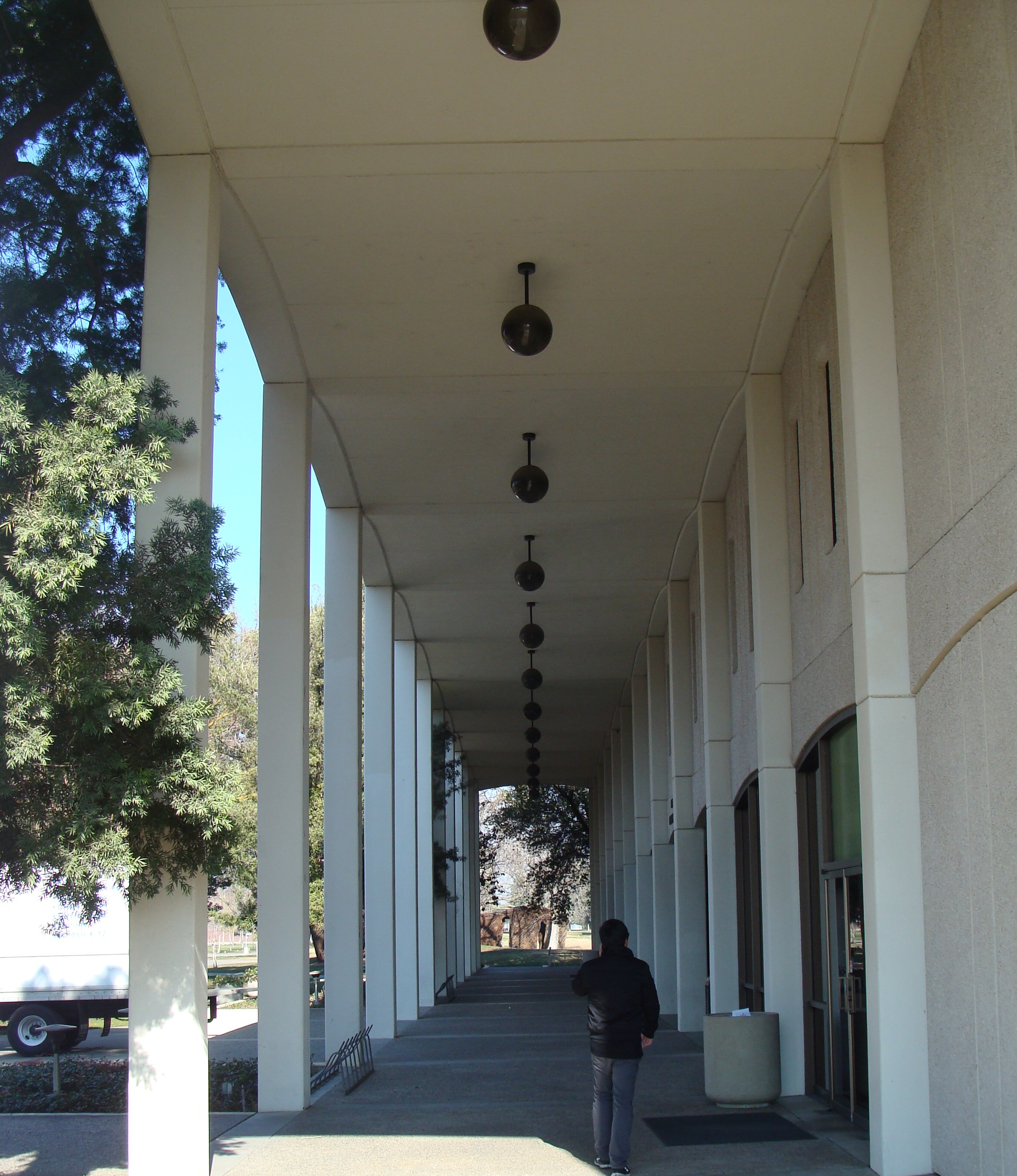
Edificio de administración Joyal

## Académico
|                       | 2023   | 2022   | 2021   | 2020   | 2019   | 2018   | 2017   | 2016   | 2015   | 2014   | 2013   | 2012   |
| --------------------- | ------ | ------ | ------ | ------ | ------ | ------ | ------ | ------ | ------ | ------ | ------ | ------ |
| Freshman Applicants   | 20,335 | 18,682 | 15,231 | 15,488 | 18,122 | 18,476 | 17,920 | 18,735 | 19,938 | 18,956 | 17,580 | 16,242 |
| Admits                | 19,469 | 17,703 | 14,816 | 15,446 | 10,501 | 10,630 | 10,646 | 10,031 | 10,406 | 11,256 | 10,523 | 9,444  |
| % Admitted            | 96     | 95     | 97     | 90     | 58     | 58     | 59.4   | 53.5   | 59.8   | 59.9   | 58.1   | 60.4   |
| Enrolled              | 3,629  | 3,426  | 3,428  | 3,679  | 3,331  | 3,534  | 3,447  | 3,258  | 3,674  | 3,532  | 3,265  | 3,139  |
| Average GPA           | 3.45   | 3.52   | 3.49   | 3.48   | 3.57   | 3.53   | 3.46   | 3.46   | 3.34   | 3.35   | 3.31   | 3.30   |
| Average SAT Composite | 1001   | 1023   | 1007   | 1007   | 1041   | 1028   | 949    | 915    | 905    | 915    | 928    | 930    |

Fresno State fue el primero de los 23 campus de CSU en ofrecer un doctorado en campus individual.  A nivel de posgrado, Fresno State también ofrece los siguientes programas clasificados a nivel nacional: MBA a tiempo parcial, fisioterapia, enfermería, patología del habla y el lenguaje y trabajo social.
A través de Fresno State se administra un programa de doctorado conjunto en colaboración con la Universidad Estatal de San José para obtener un título de Doctor en Práctica de Enfermería (DNP). 
En mayo de 2019, la universidad vio la promoción más grande de su historia, con más de 6200 graduados. 

### Acreditación

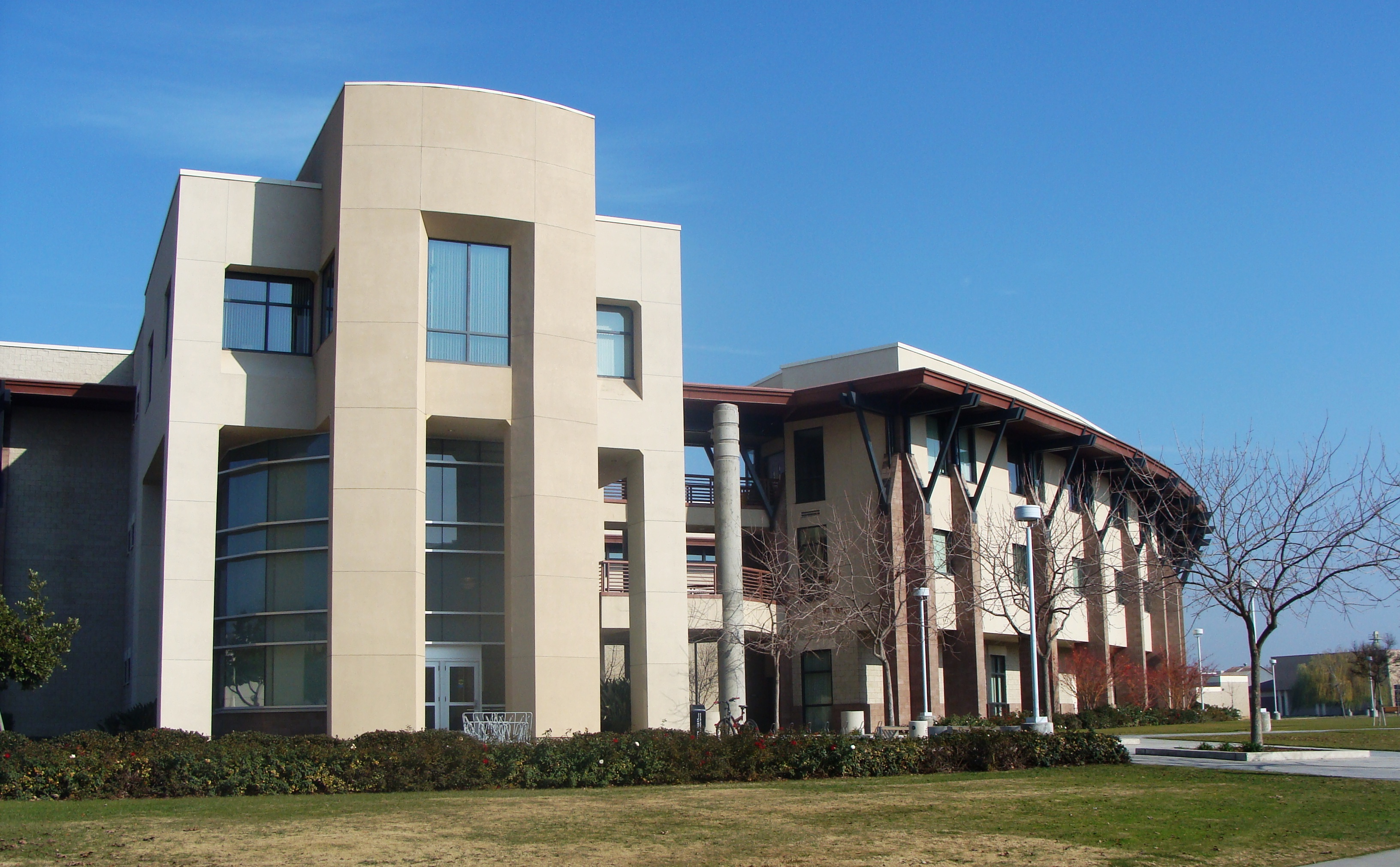
Edificio Ciencia 2

La Universidad Estatal de California en Fresno está acreditada por la Comisión Universitaria y Universitaria Senior de WASC. Cada uno de los cinco programas de ingeniería de Lyles College of Engineering está acreditado por la Comisión de Acreditación de Ingeniería de ABET. La Craig School of Business está acreditada por la AACSB. La universidad está clasificada por el gobierno federal de los EE. UU. como una institución de servicio a nativos americanos asiáticos de las islas del Pacífico (AAANAPISI),  y una institución de servicio a hispanos (HSI) porque la matrícula de estudiantes universitarios hispanos equivalentes a tiempo completo es mayor que 25%. 

### Escuelas y colegios

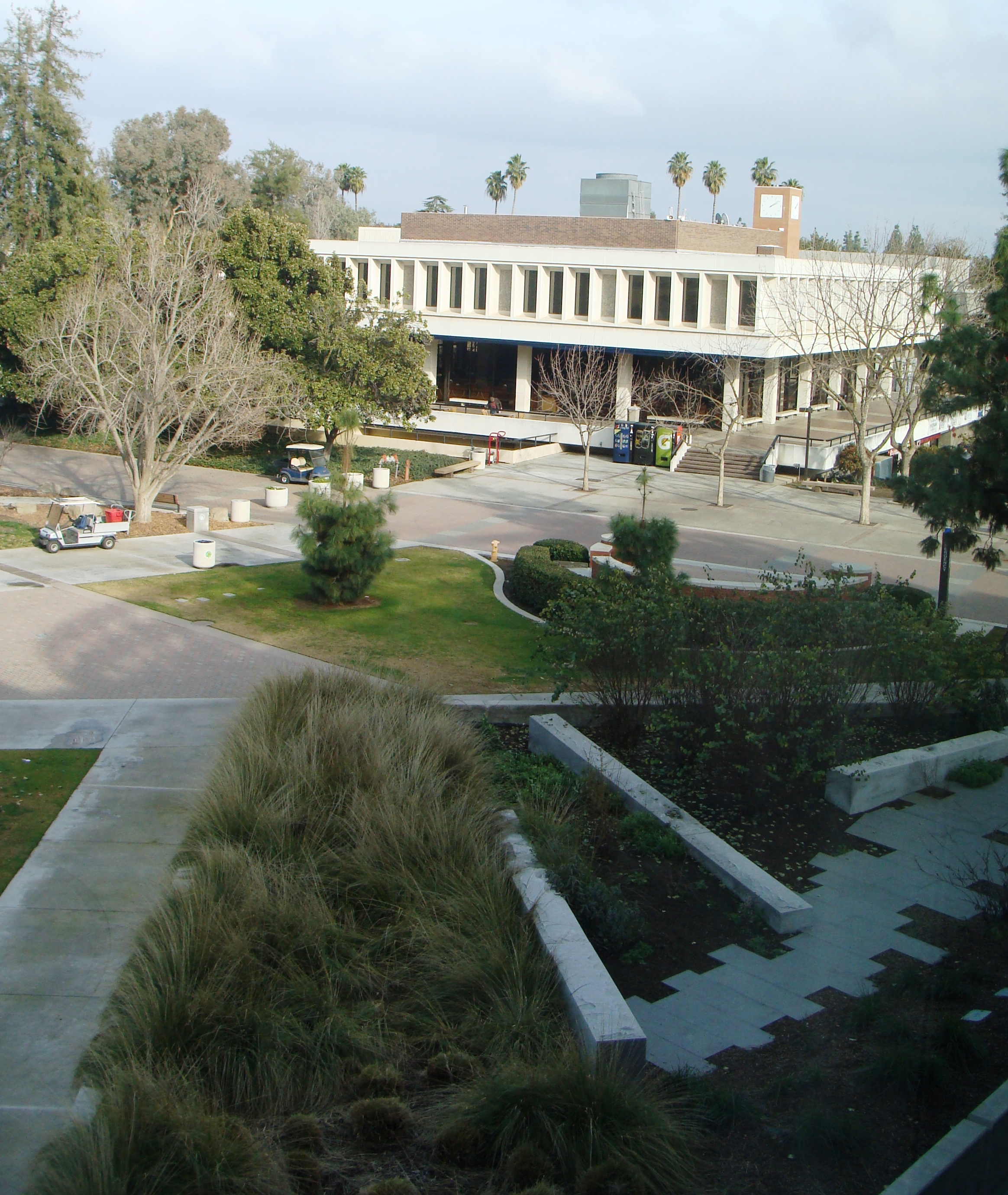
Unión de Estudiantes

- Facultad de Ciencias y Tecnología Agrícolas de Jordania
- Facultad de Artes y Humanidades
- Escuela de Negocios Craig
- Escuela de Educación y Desarrollo Humano de Kremen
- Facultad de Ingeniería Lyles
- Facultad de Salud y Servicios Humanos
- Facultad de Ciencias y Matemáticas
- Facultad de Ciencias Sociales

### Universidad de honores familiares de Smittcamp
El Smittcamp Family Honors College es un programa que ofrece a los mejores graduados de la escuela secundaria una beca presidencial totalmente pagada, que incluye matrícula y alojamiento, así como otras comodidades durante la duración de sus estudios. La admisión al Smittcamp Family Honors College es altamente competitiva. Los candidatos deben tener un GPA mínimo de 3.8, ubicarse entre el 10% superior de su generación de graduados de la escuela secundaria o tener un puntaje SAT combinado de 1200 o un puntaje promedio de ACT en inglés y matemáticas de 27. 
Los becarios de honores de Smittcamp también deben completar rigurosos requisitos académicos y de servicio comunitario. Los estudiantes de Smittcamp Honors College reciben inscripción prioritaria para todos los cursos, interacción regular con el rector de la universidad y reconocimiento de honores especiales al comienzo. 

### Clasificaciones
- En su clasificación de 2022, Forbes clasificó a Fresno State como la 170.ª mejor universidad del país en su clasificación de las mejores universidades de Estados Unidos. [32]
- En su clasificación de 2022, US News & World Report clasificó a Fresno State en el puesto 250 entre 443 universidades nacionales de EE. UU. y empató en el puesto 124 en su clasificación de 227 "Mejores escuelas públicas". [33]
- En su clasificación de 2022, US News & World Report también clasificó al estado de Fresno en el puesto 30 entre las "mejores empresas en movilidad social" entre las universidades nacionales y en el puesto 49 a nivel nacional en sus "Mejores programas de pregrado en ingeniería" en escuelas donde no se ofrecen doctorados. [34]
- La revista Money clasificó a Fresno State en el puesto 62 del país entre 739 escuelas evaluadas para su edición de 2020 "Mejores universidades por su dinero"  y en el puesto 40 en su lista de las 50 mejores escuelas públicas de EE. UU. [35]
- En 2022, Washington Monthly clasificó al estado de Fresno en el puesto 36 entre 442 escuelas en su lista de Universidades Nacionales. Washington Monthly evalúa la calidad de las escuelas basándose en la movilidad social, la investigación y la promoción del servicio público. [36]
- En 2022, la lista de las "Mejores universidades de Estados Unidos" de la revista Forbes clasificó a Fresno State en el puesto 170 entre 465 universidades, facultades de artes liberales y academias de servicios en todo el país. [37]
- En 2017, US News & World Report clasificó al estado de Fresno en primer lugar del país en su lista de las mejores universidades públicas en cuanto a tasas de graduación. [38]

## Vida de estudiante

### Centro de participación estudiantil
El Centro de Participación Estudiantil  brinda servicios, programas y actividades educativas cocurriculares que brindan a los estudiantes la oportunidad de desarrollar habilidades y ampliar sus conocimientos. Su propósito principal es promover el compromiso y cultivar el crecimiento de los estudiantes a través del apoyo y el trabajo en equipo, el servicio, el crecimiento y el aprendizaje, el liderazgo y la inclusión.  Algunos eventos clave que planifica el Centro de participación estudiantil son la convocatoria, la semana del regreso a casa, los días antiguos, la graduación y más.

### Vida de fraternidad y hermandad
- Las fraternidades y hermandades han sido parte del estado de Fresno durante casi cien años e incluyen 42 fraternidades y hermandades de un solo sexo que constan de más de 1,420 hombres y mujeres. [41] El Centro de Participación Estudiantil se encarga de asesorar a los cuatro consejos griegos del estado de Fresno: el Consejo Interfraternidad (IFC), la Asociación Panhelénica (PHA), el Consejo Nacional Panhelénico (NPHC) y el Consejo Unido de Hermandad y Fraternidad (USFC).

### Estudiantes asociados, Inc. (ASI)
ASI es el gobierno estudiantil reconocido en el estado de Fresno.  Cada año se eligen veinte estudiantes y cumplen mandatos anuales del 1 de junio al 31 de mayo  ASI proporciona financiación para proyectos relacionados con los estudiantes en el campus. El financiamiento de actividades patrocinadas proporciona financiamiento suplementario para eventos para clubes y organizaciones estudiantiles reconocidos. Las subvenciones brindan apoyo financiero para investigaciones, proyectos y otros esfuerzos académicos de estudiantes de posgrado y pregrado en todas las disciplinas académicas. 

### Centro de recreación estudiantil

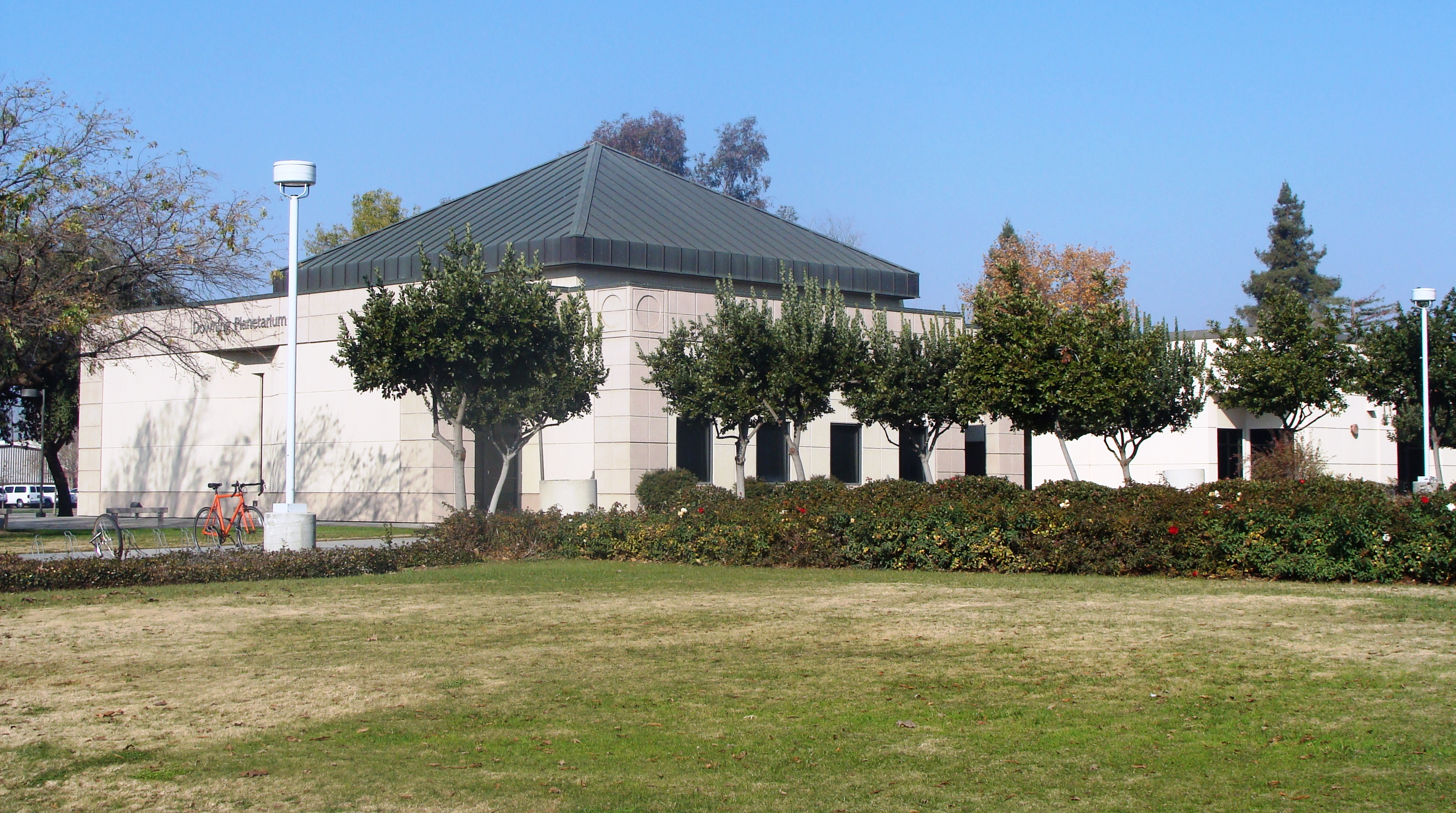
Planetario de Downing

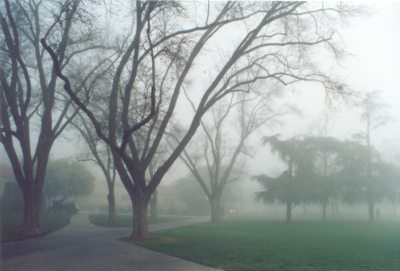
El campus en una mañana brumosa

En febrero de 2006 se inauguró el Centro de Recreación para Estudiantes. Los costos de construcción se pagaron y los fondos operativos se derivan de una tarifa semestral de uso estudiantil. Si bien es una entidad de la Asociación, el Centro de Recreación Estudiantil está bajo la dirección de la División de Asuntos Estudiantiles. El Centro de Recreación para Estudiantes está adyacente al estadio Save Mart Center. 
Cualquier estudiante que haya pagado la tarifa de uso estudiantil de la USU en el semestre actual es elegible para utilizar el Centro de Recreación. Los profesores y el personal pueden unirse pagando una tarifa mensual. Esta instalación no está disponible para el público en general.
El centro cuenta con cuatro canchas de baloncesto de tamaño completo, un estudio de baile, un1/8 de milla (201,2 m)  pista de atletismo techada, vestidores, 2 canchas de frontenis, equipo aeróbico y máquinas de levantamiento de pesas. Los servicios incluyen entrenamiento personal, clases grupales de fitness, servicio de toallas y lockers personales. 

### Unión de Estudiantes Universitarios
El sindicato de estudiantes original se construyó el 11 de noviembre de 1968 y se construyó para albergar un campus de 10.000 estudiantes. El edificio tiene 52.000 pies cuadrados y tres niveles, uno de los cuales es subterráneo. 

## Atletismo

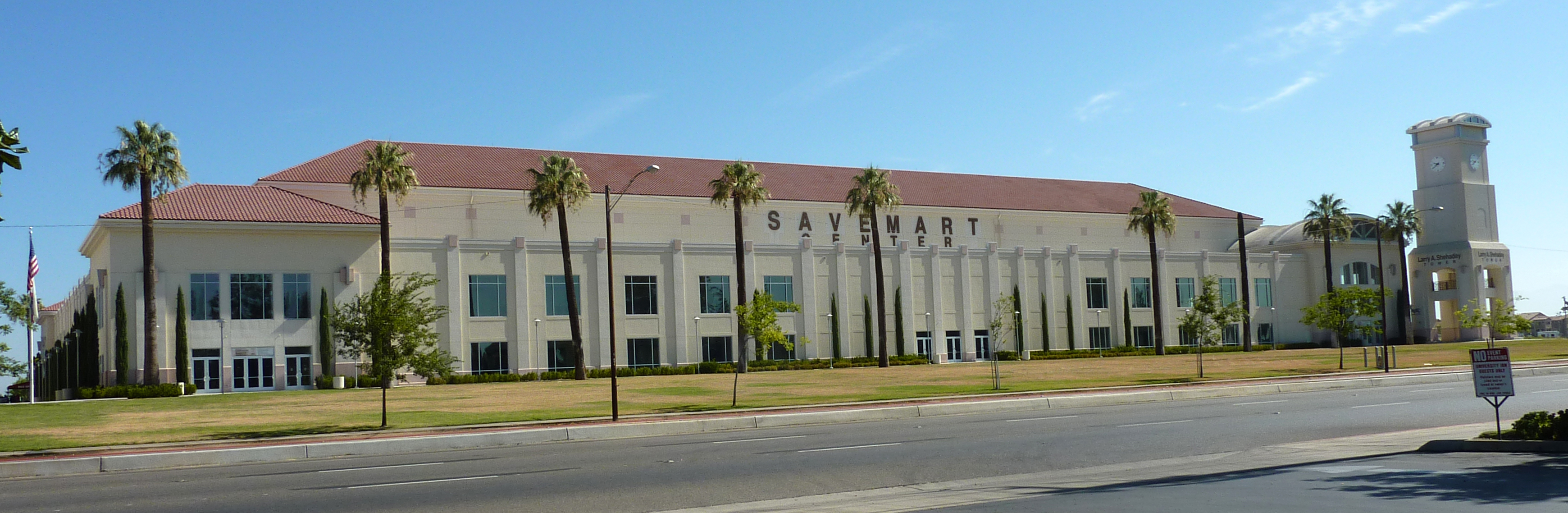
Save Mart Center, sede del equipo de baloncesto de Fresno State

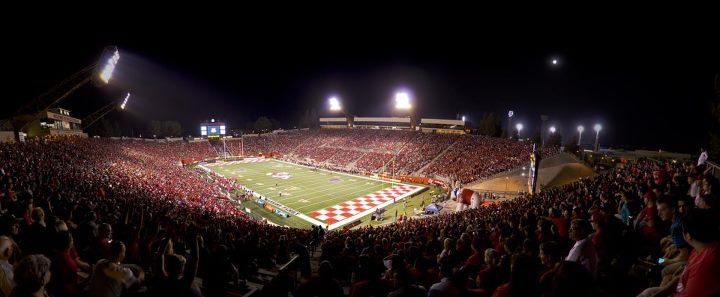
Estadio Bulldog, sede del equipo de fútbol de Fresno State

Fresno State es miembro de la Conferencia Mountain West de la División I de la NCAA. Los 22 equipos deportivos universitarios de la universidad se conocen como Bulldogs y los colores de la escuela son el rojo cardinal y el azul. Fresno State ha participado varias veces en torneos de la NCAA en baloncesto, fútbol americano, fútbol americano, tenis, béisbol, sóftbol y voleibol.
En 2017, Fresno State resucitó su programa de lucha libre después de una pausa de 11 años.  La lucha libre de Fresno State compite en la Conferencia Big 12 . 
La rivalidad de fútbol entre Fresno State y San Diego State es una rivalidad de fútbol americano universitario entre el equipo de fútbol Fresno State Bulldogs de Fresno y el equipo de fútbol San Diego State Aztecs de la Universidad Estatal de San Diego. El ganador del juego recibe el trofeo "Old Oil Can".
Los Bulldogs han ganado los siguientes campeonatos nacionales de la División I de la NCAA:
- Campeones nacionales de la División I de la NCAA, béisbol, en 2008.
- Campeones Nacionales de la División I de la NCAA, softbol, en 1998.

## Medios de comunicación
FresnoStateNews es una fuente de información en línea sobre eventos actuales que afectan a los estudiantes, profesores y personal de Fresno State. El sitio proporciona un archivo de artículos de noticias, videos y fotografías, así como enlaces a los principales recursos del campus. 
La Revista FresnoState se publica dos veces al año desde la Oficina de Comunicaciones Universitarias. Es una publicación impresa y en línea que presenta eventos actuales en Fresno State, eventos de la Asociación de Antiguos Alumnos y logros de los exalumnos. 
The Collegian es el periódico dirigido por estudiantes del campus. Se publica durante los semestres de otoño y primavera los lunes, miércoles y viernes. La edición en línea incluye vídeos, podcasts y galerías de fotografías. 
KFSR Radio es la estación de radio del campus. La licencia de transmisión de KFSR es propiedad de la Universidad Estatal de California, Fresno. KFSR es una estación de radio pública sin fines de lucro, apoyada por los oyentes. Se transmite en 90.7 FM y en línea en www.kfsr.org. Funciona las 24 horas del día, los 365 días del año y toca jazz, blues y una amplia gama de espectáculos especializados.
Fresno State Focus es la transmisión semanal dirigida por los estudiantes del campus y presentada por el departamento de Medios, Comunicaciones y Periodismo. El equipo de noticias cambia cada semestre y ha estado involucrado en varios proyectos que se extienden más allá del campus. 

## ROTC
Dos ramas del ejército están representadas en el campus del estado de Fresno: el Ejército y la Fuerza Aérea. La unidad del ejército en el campus se conoce como Batallón Bulldog.  El Destacamento ROTC de la Fuerza Aérea en el campus, Destacamento 35, es uno de los más antiguos del país. Fundado en 1948, sólo un año después de la firma de la Ley de Defensa Nacional de 1947 que estableció la Fuerza Aérea de los EE. UU. como una rama separada del ejército, el Destacamento 35 ha ganado numerosos premios.  En julio de 2008, el Destacamento 35 recibió el premio "Alto Vuelo", nombrándolo el destacamento de tamaño mediano más importante de toda la región suroeste de los Estados Unidos. Sólo unos meses más tarde, el Destacamento 35 fue nombrado mejor destacamento de tamaño mediano del país y recibió el premio "Derecho de Línea", el más alto honor para un destacamento. 

## Antiguos alumnos
Varios exalumnos notables de Fresno State han ocupado puestos estatales y federales, se han convertido en atletas importantes o han dejado su huella en los negocios y los medios, incluidos Paul George, atleta de baloncesto y Joy Covey, directora financiera original de Amazon.com. 

Notable Fresno State alumni include:
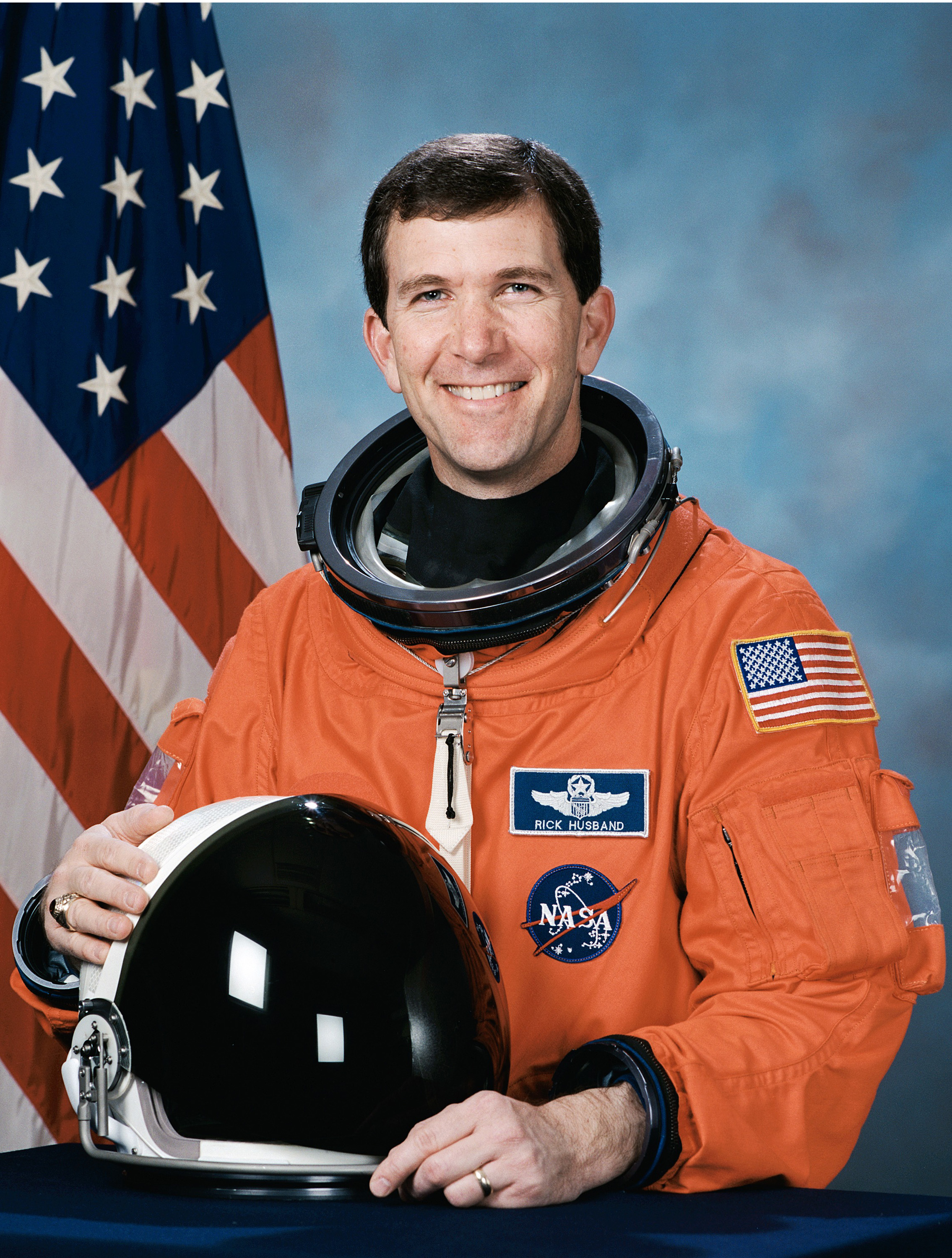
Rick Husband
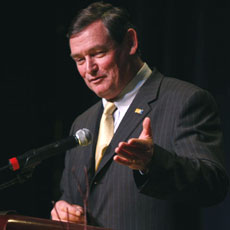
Timothy P. White
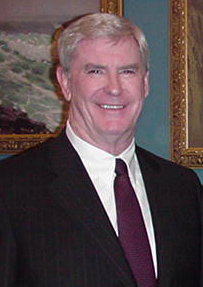
Kenny Guinn
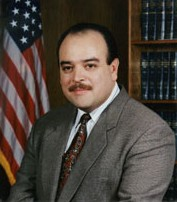
Cruz Bustamante
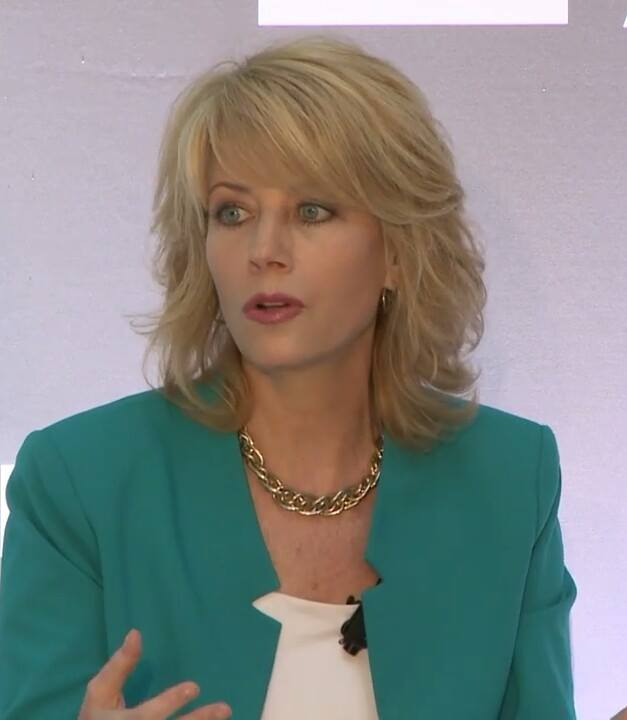
Ashley Swearengin
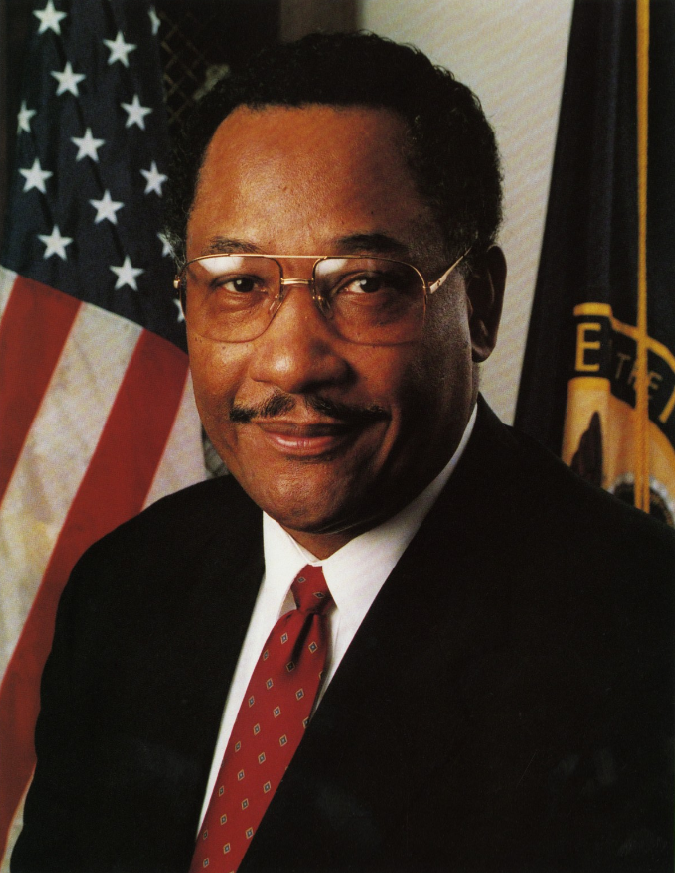
Lee P. Brown
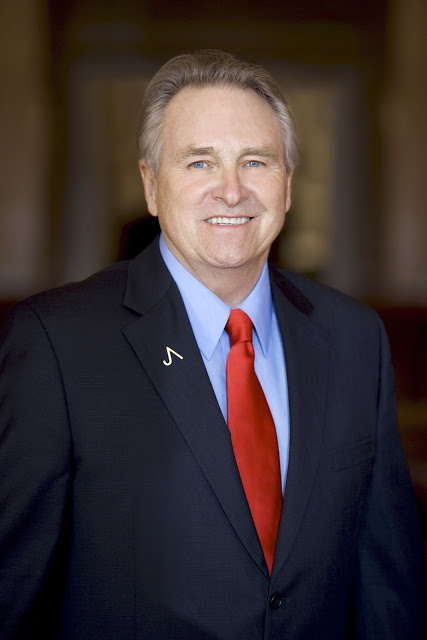
Jim Nielsen
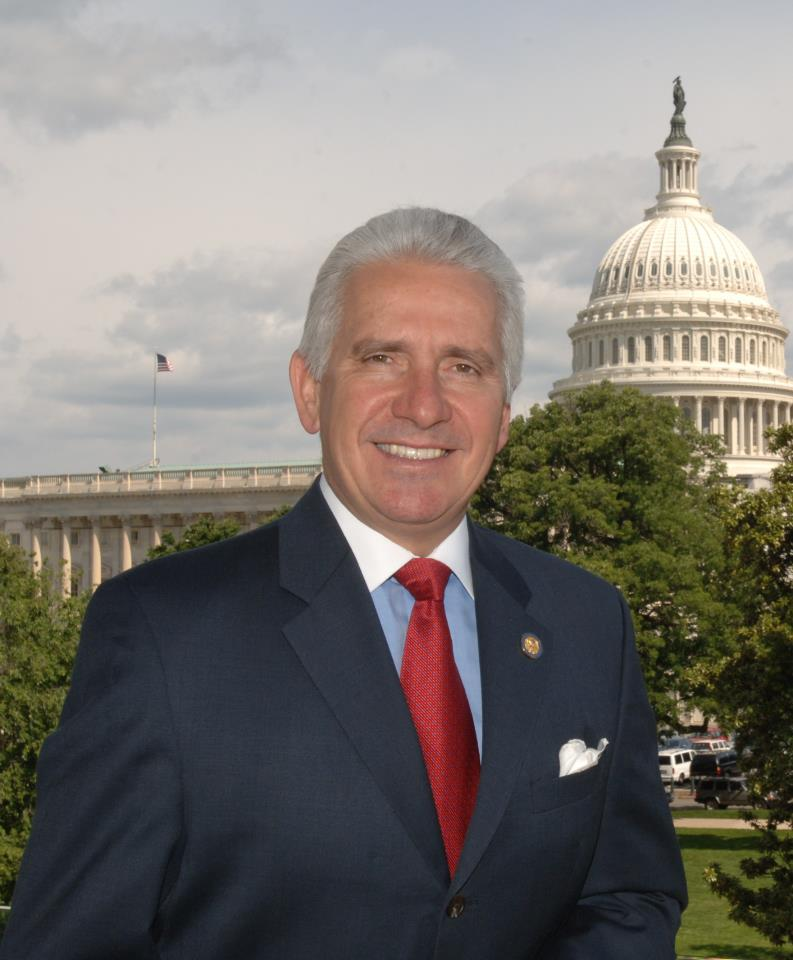
Jim Costa
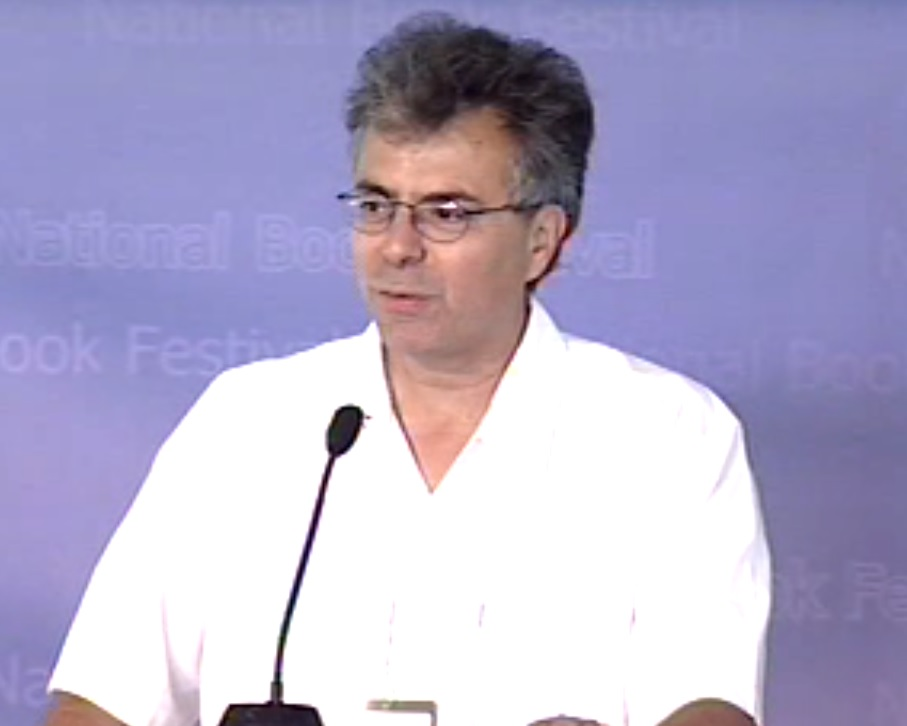
Gary Soto
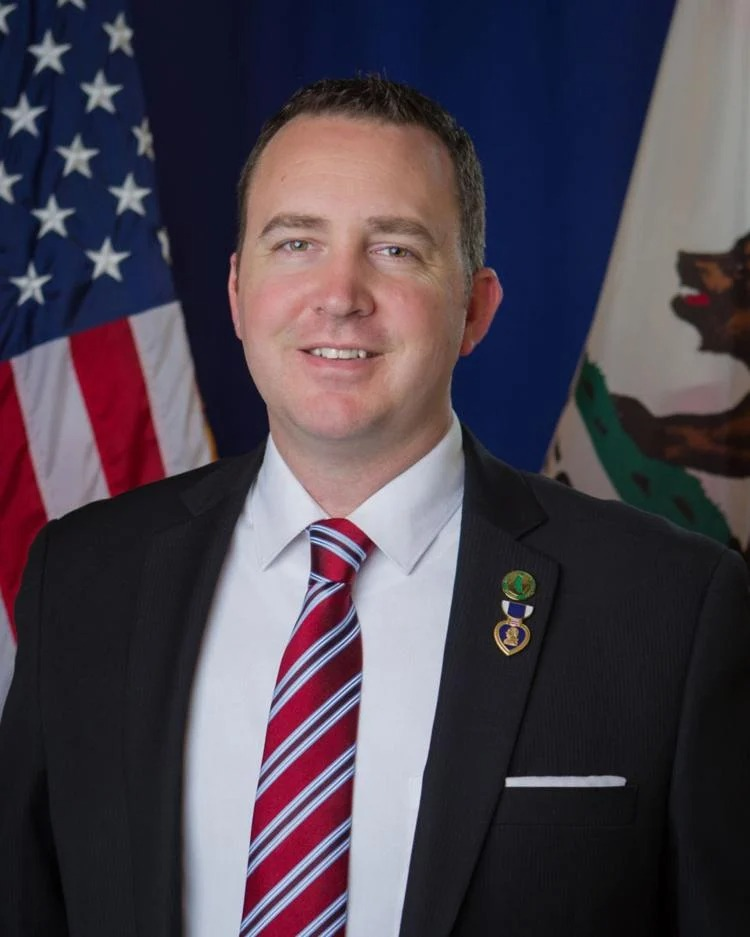
Devon Mathis
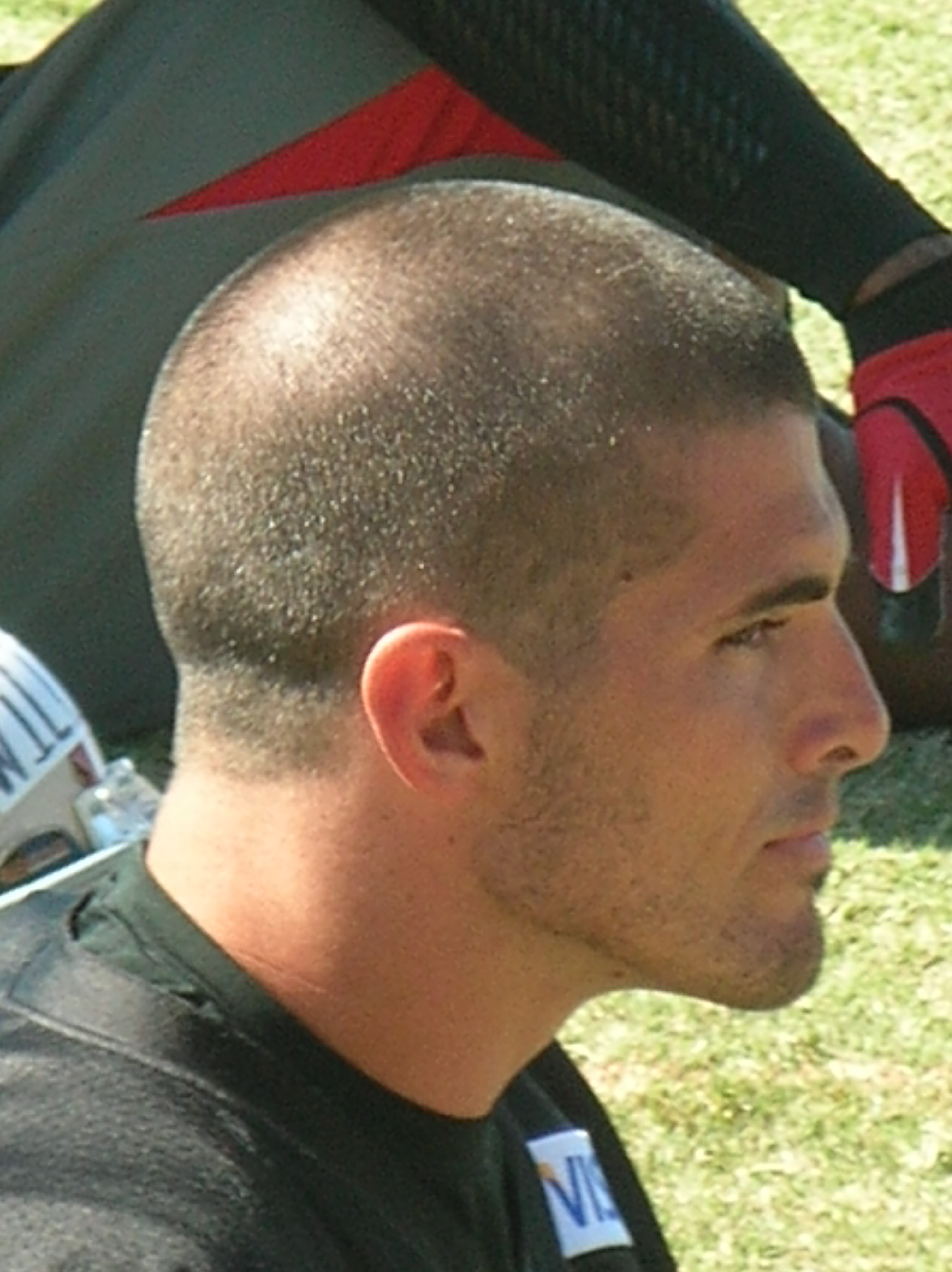
David Carr
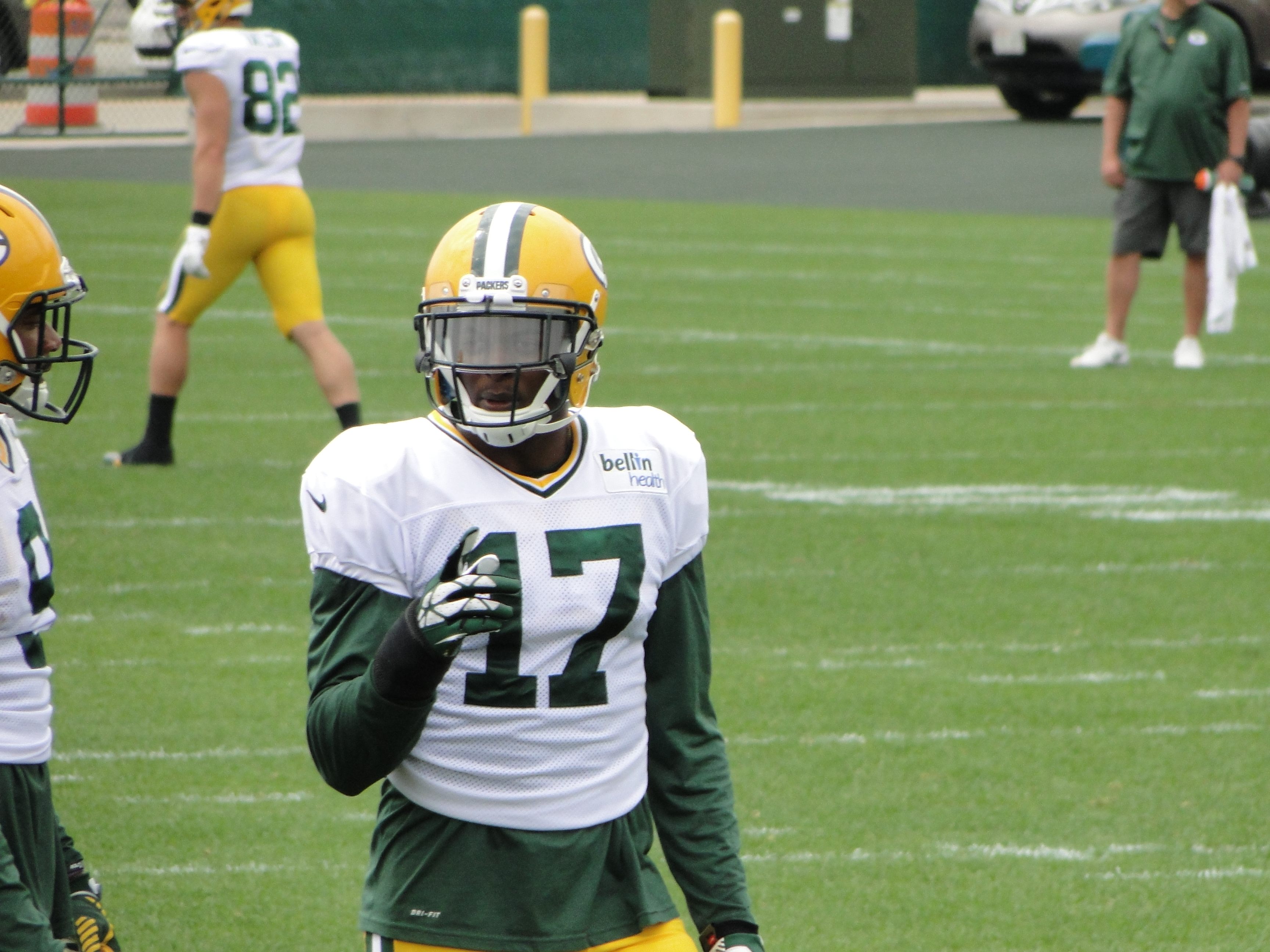
Davante Adams
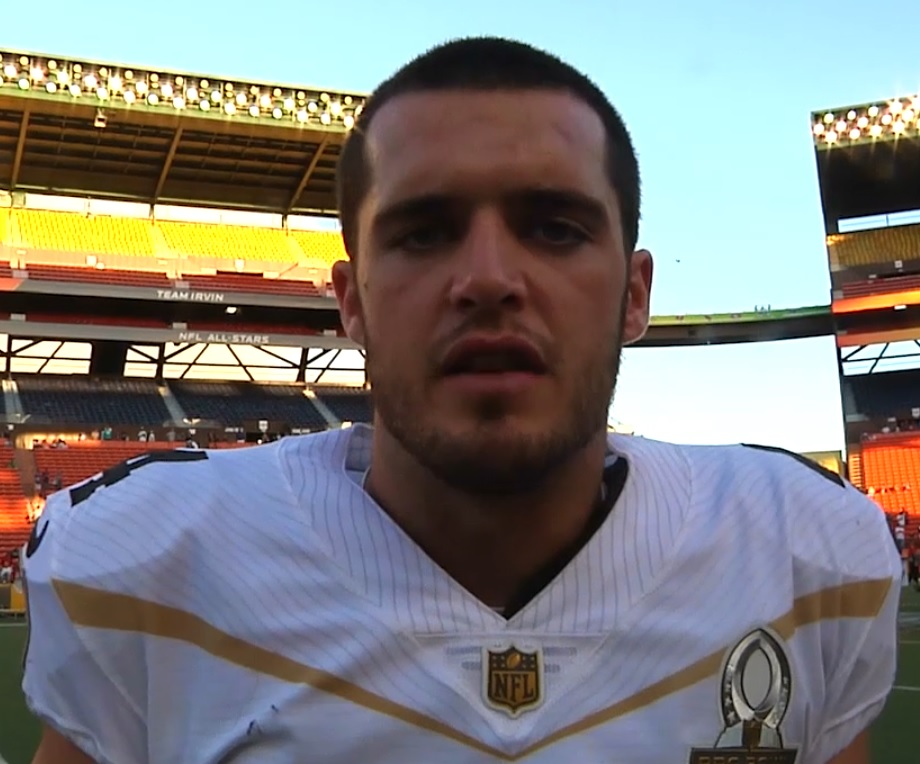
Derek Carr
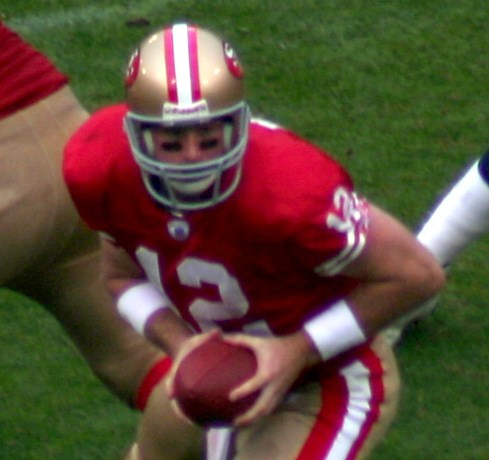
Trent Dilfer
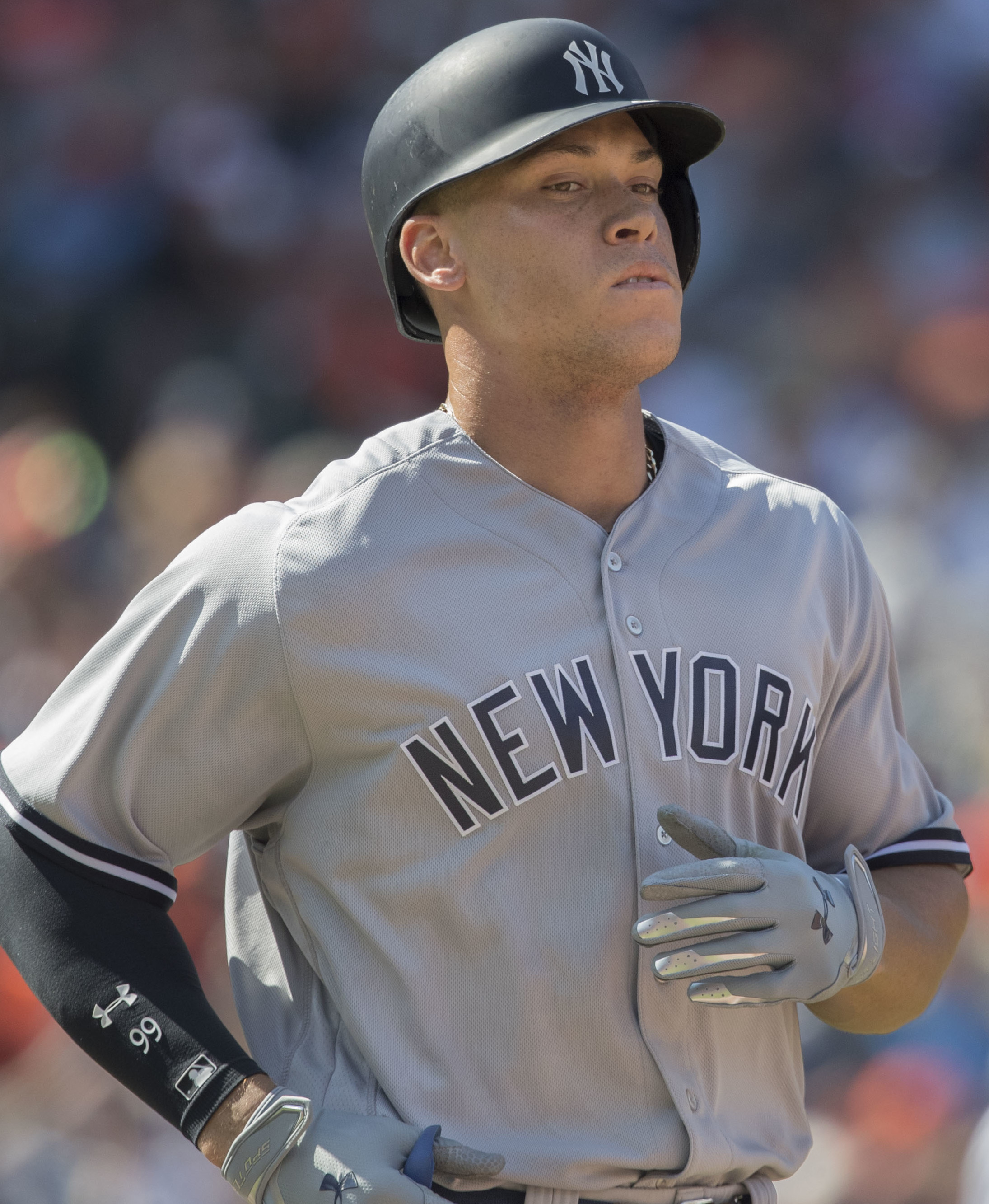
Aaron Judge
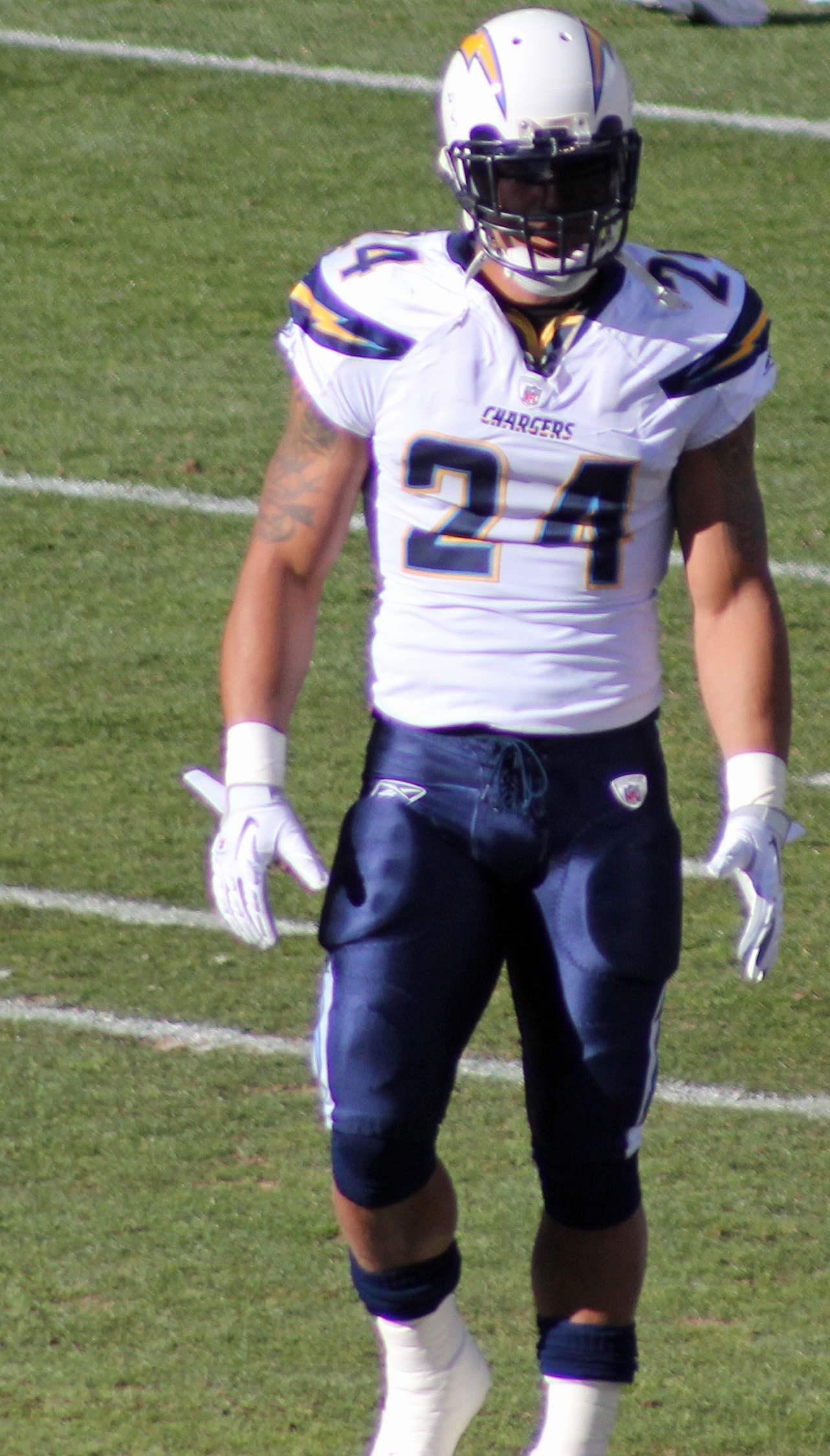
Ryan Mathews
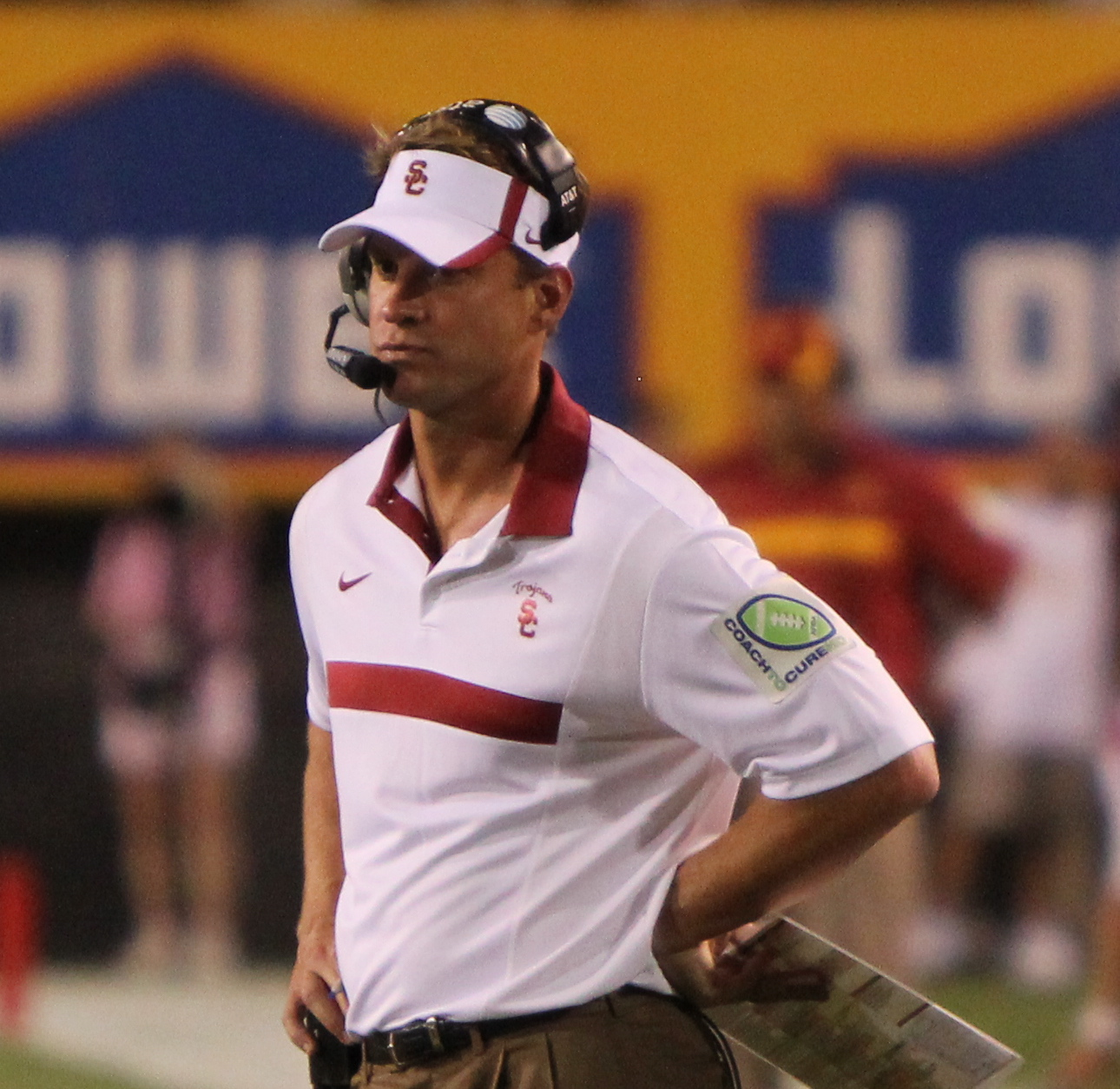
Lane Kiffin